# Bilheteira dos cinemas em Portugal em 2017
Listas com o valor das receitas em euros (€) e o número de espectadores dos principais filmes lançados nos cinemas em Portugal, no ano de 2017.

## Filme com maior receita bruta em cada semana
| #  | Semana                         | Filme                                                    | Receita bruta  | Espectadores |
| -- | ------------------------------ | -------------------------------------------------------- | -------------- | ------------ |
| 1  | 29 de dezembro — 4 de janeiro  | Cantar!                                                  | 366 371,54 €   | 75 090       |
| 2  | 5 — 11 de janeiro              | Assassin's Creed                                         | 470 726,25 €   | 81 567       |
| 3  | 12 — 18 de janeiro             | Assassin's Creed                                         | 263 869,95 €   | 45 690       |
| 4  | 19 — 25 de janeiro             | xXx: O Regresso de Xander Cage                           | 367 773,98 €   | 64 371       |
| 5  | 26 de janeiro — 1 de fevereiro | La La Land: Melodia de Amor                              | 460 169,93 €   | 86 299       |
| 6  | 2 — 8 de fevereiro             | La La Land: Melodia de Amor                              | 333 841,49 €   | 62 184       |
| 7  | 9 — 15 de fevereiro            | As Cinquenta Sombras Mais Negras                         | 1 047 544,31 € | 193 893      |
| 8  | 16 — 22 de fevereiro           | As Cinquenta Sombras Mais Negras                         | 560 987,95 €   | 103 430      |
| 9  | 23 de fevereiro — 1 de março   | As Cinquenta Sombras Mais Negras                         | 367 018,41 €   | 69 315       |
| 10 | 2 — 8 de março                 | Logan                                                    | 455 185,58 €   | 80 181       |
| 11 | 9 — 15 de março                | Kong: Ilha da Caveira                                    | 301 967,99 €   | 53 229       |
| 12 | 16 — 22 de março               | A Bela e o Monstro                                       | 839 160,72 €   | 156 727      |
| 13 | 23 — 29 de março               | A Bela e o Monstro                                       | 724 559,33 €   | 133 957      |
| 14 | 30 de março — 5 de abril       | A Bela e o Monstro                                       | 437 373,97 €   | 84 329       |
| 15 | 6 — 12 de abril                | A Bela e o Monstro                                       | 367 744,91 €   | 72 251       |
| 16 | 13 — 19 de abril               | Velocidade Furiosa 8                                     | 1 994 597,70 € | 352 781      |
| 17 | 20 — 26 de abril               | Velocidade Furiosa 8                                     | 1 061 425,92 € | 187 820      |
| 18 | 27 de abril — 3 de maio        | Velocidade Furiosa 8                                     | 585 503,85 €   | 108 226      |
| 19 | 4 — 10 de maio                 | Velocidade Furiosa 8                                     | 229 945,39 €   | 42 142       |
| 20 | 11 — 17 de maio                | Rei Artur: A Lenda da Espada                             | 282 406,45 €   | 51 643       |
| 21 | 18 — 24 de maio                | Alien: Covenant                                          | 297 357,59 €   | 70 390       |
| 22 | 25 — 31 de maio                | Piratas das Caraíbas: Homens Mortos Não Contam Histórias | 806 916,22 €   | 141 239      |
| 23 | 1 — 7 de junho                 | Piratas das Caraíbas: Homens Mortos Não Contam Histórias | 436 298,85 €   | 81 121       |
| 24 | 8 — 14 de junho                | A Múmia                                                  | 405 464,87 €   | 71 866       |
| 25 | 15 — 21 de junho               | A Múmia                                                  | 250 862,38 €   | 44 563       |
| 26 | 22 — 28 de junho               | Transformers: O Último Cavaleiro                         | 299 273,41 €   | 51 266       |
| 27 | 29 de junho — 5 de julho       | Gru - O Maldisposto 3                                    | 783 002,29 €   | 157 682      |
| 28 | 6 — 12 de julho                | Gru - O Maldisposto 3                                    | 718 548,70 €   | 147 381      |
| 29 | 13 — 19 de julho               | Gru - O Maldisposto 3                                    | 443 816,80 €   | 92 605       |
| 30 | 20 — 26 de julho               | Baywatch: Marés Vivas                                    | 491 146,97 €   | 96 561       |
| 31 | 27 de julho — 2 de agosto      | Baywatch: Marés Vivas                                    | 355 120,79 €   | 70 222       |
| 32 | 3 — 9 de agosto                | Baby Driver: Alta Velocidade                             | 260 670,68 €   | 49 128       |
| 33 | 10 — 16 de agosto              | Emoji: O Filme                                           | 518 768,33 €   | 104 930      |
| 34 | 17 — 23 de agosto              | Emoji: O Filme                                           | 350 536,50 €   | 71 377       |
| 35 | 24 — 30 de agosto              | O Guarda-Costas e o Assassino                            | 464 626,55 €   | 88 254       |
| 36 | 31 de agosto — 6 de setembro   | Barry Seal: Traficante Americano                         | 291 004,45 €   | 55 092       |
| 37 | 7 — 13 de setembro             | Barry Seal: Traficante Americano                         | 187 797,55 €   | 35 051       |
| 38 | 14 — 20 de setembro            | It                                                       | 493 226,58 €   | 87 830       |
| 39 | 21 — 27 de setembro            | It                                                       | 263 565,65 €   | 48 980       |
| 40 | 28 de setembro — 4 de outubro  | Kingsman: O Círculo Dourado                              | 194 507,36 €   | 34 657       |
| 41 | 5 — 11 de outubro              | Blade Runner 2049                                        | 354 098,29 €   | 58 395       |
| 42 | 12 — 18 de outubro             | Blade Runner 2049                                        | 199 821,90 €   | 33 257       |
| 43 | 19 — 25 de outubro             | Geostorm - Ameaça Global                                 | 221 564,98 €   | 38 312       |
| 44 | 26 de outubro — 1 de novembro  | Thor: Ragnarok                                           | 525 121,13 €   | 90 014       |
| 45 | 2 — 8 de novembro              | Thor: Ragnarok                                           | 290 102,55 €   | 50 028       |
| 46 | 9 — 15 de novembro             | Um Crime no Expresso do Oriente                          | 307 950,89 €   | 57 564       |
| 47 | 16 — 22 de novembro            | Liga da Justiça                                          | 534 091,30 €   | 90 704       |
| 48 | 23 — 29 de novembro            | Coco                                                     | 264 247,46 €   | 51 499       |
| 49 | 30 de novembro — 6 de dezembro | Coco                                                     | 293 453,06 €   | 57 393       |
| 50 | 7 — 13 de dezembro             | Coco                                                     | 235 428,65 €   | 48 908       |
| 51 | 14 — 20 de dezembro            | Star Wars: Episódio VIII - Os Últimos Jedi               | 1 045 631,50 € | 164 816      |
| 52 | 21 — 27 de dezembro            | Star Wars: Episódio VIII - Os Últimos Jedi               | 654 875,97 €   | 101 730      |

## Os 10 filmes mais vistos
| #  | Estreia                | Filme                                                    | Receita bruta  | Espectadores |
| -- | ---------------------- | -------------------------------------------------------- | -------------- | ------------ |
| 1  | 13 de abril de 2017    | Velocidade Furiosa 8                                     | 4 306 442,70 € | 788 426      |
| 2  | 29 de junho de 2017    | Gru - O Maldisposto 3                                    | 2 865 535,80 € | 589 553      |
| 3  | 16 de março de 2017    | A Bela e o Monstro                                       | 2 809 510,25 € | 535 577      |
| 4  | 9 de fevereiro de 2017 | As Cinquenta Sombras Mais Negras                         | 2 350 858,37 € | 436 536      |
| 5  | 25 de maio de 2017     | Piratas das Caraíbas: Homens Mortos Não Contam Histórias | 2 225 527,04 € | 410 376      |
| 6  | 13 de abril de 2017    | The Boss Baby                                            | 1 762 123,69 € | 356 058      |
| 7  | 14 de dezembro de 2017 | Star Wars: Episódio VIII - Os Últimos Jedi               | 2 191 265,40 € | 346 530      |
| 8  | 10 de agosto de 2017   | Emoji: O Filme                                           | 1 552 073,49 € | 314 160      |
| 9  | 20 de julho de 2017    | Baywatch: Marés Vivas                                    | 1 477 870,90 € | 289 705      |
| 10 | 23 de novembro de 2017 | Coco                                                     | 1 386 116,71 € | 278 688      |

## Os 10 filmes nacionais mais vistos
| #  | Estreia                | Filme                      | Receita bruta | Espectadores |
| -- | ---------------------- | -------------------------- | ------------- | ------------ |
| 1  | 30 de novembro de 2017 | O Fim da Inocência         | 415 821,49 €  | 77 198       |
| 2  | 18 de maio de 2017     | Perdidos                   | 193 643,35 €  | 47 501       |
| 3  | 13 de abril de 2017    | Jacinta                    | 240 979,02 €  | 45 632       |
| 4  | 9 de março de 2017     | São Jorge                  | 219 095,74 €  | 42 249       |
| 5  | 27 de abril de 2017    | Fátima                     | 118 353,53 €  | 24 379       |
| 6  | 12 de outubro de 2017  | Alguém como Eu             | 128 755,54 €  | 24 263       |
| 7  | 1 de novembro de 2017  | Peregrinação               | 106 010,05 €  | 20 101       |
| 8  | 16 de março de 2017    | Malapata                   | 89 500,66 €   | 18 080       |
| 9  | 30 de março de 2017    | 100 Metros                 | 83 274,38 €   | 16 633       |
| 10 | 31 de agosto de 2017   | Índice Médio de Felicidade | 43 450,65 €   | 8 967        |

Nota: A cor de fundo       indica que o filme foi coproduzido com outros países.

## Exibição por distrito / região autónoma
| Distrito         | Ecrãs | Lugares | Receita bruta   | Espectadores |
| ---------------- | ----- | ------- | --------------- | ------------ |
| Aveiro           | 27    | 5 986   | 2 665 650,12 €  | 527 103      |
| Beja             | 7     | 1 885   | 83 217,11 €     | 26 352       |
| Braga            | 44    | 8 740   | 5 221 739,26 €  | 1 058 489    |
| Bragança         | 3     | 934     | 34 189,00 €     | 17 171       |
| Castelo Branco   | 11    | 2 178   | 708 036,78 €    | 146 419      |
| Coimbra          | 30    | 5 765   | 3 118 043,82 €  | 600 709      |
| Évora            | 13    | 2 757   | 147 730,07 €    | 39 449       |
| Faro             | 41    | 7 391   | 4 735 565,45 €  | 917 111      |
| Guarda           | 7     | 1 049   | 283 529,80 €    | 62 058       |
| Leiria           | 24    | 4 501   | 2 458 965,65 €  | 464 208      |
| Lisboa           | 150   | 26 692  | 30 189 108,65 € | 5 543 506    |
| Portalegre       | 4     | 1 051   | 16 507,55 €     | 6 880        |
| Porto            | 93    | 18 238  | 16 857 968,20 € | 3 285 402    |
| Santarém         | 14    | 2 271   | 1 088 212,20 €  | 218 899      |
| Setúbal          | 47    | 8 765   | 8 615 241,94 €  | 1 585 667    |
| Viana do Castelo | 9     | 1 690   | 669 165,81 €    | 153 259      |
| Vila Real        | 10    | 1 547   | 1 101 239,24 €  | 216 286      |
| Viseu            | 15    | 2 634   | 1 475 281,88 €  | 286 231      |
| Açores           | 9     | 1 714   | 744 764,00 €    | 162 455      |
| Madeira          | 13    | 2 647   | 1 464 258,94 €  | 291 980      |
| Total nacional   | 571   | 108 435 | 81 678 415,47 € | 15 609 634   |